# Martin Scherber
Martin Scherber est un professeur de musique et compositeur allemand, né à Nuremberg le 16 janvier 1907 et mort dans la même ville le 10 janvier 1974.

## Enfance et jeunesse
Martin Scherber est le troisième et dernier enfant de Marie et Bernhard Scherber à Nuremberg.  Le père était premier bassiste dans l’orchestre de l’Opéra municipal.
À cinq ans, il a commencé à jouer du piano et du violon. Il avait l'ouïe absolue. Il n’a pas voulu apprendre des notes. Cela provoqua un conflit avec son père et il  accepte finalement les notes comme une forme de présentation de la musique. Plus tard sa force était dans l’improvisation du piano. 
À treize ans, il écrivait ses premières compositions. Il comprit que la musique naissait dans les profondeurs de l’âme humaine et n’avait pas de modèle extérieur. Ainsi allait se définir son œuvre de vie, au XXe siècle où la musique connaissait une évolution toute différente: il voulait remonter à la source même de la musique et à ses lois propres.

## Études et de l’engagement
Depuis septembre 1925, il allait à l'Académie d'État de la Tonkunst à Munich. Pour ce faire, il a reçu des bourses. En même temps, il a étudié la philosophie.
En septembre 1929, il accepte un poste de répétiteur à Aussig-sur-Elbe. En peu de temps, il devient chef d’orchestre et de chœur. Lorsque son contrat a expiré en mai 1933, il quitte la vie  publique. À partir de ce moment, il vivait dans sa ville natale.

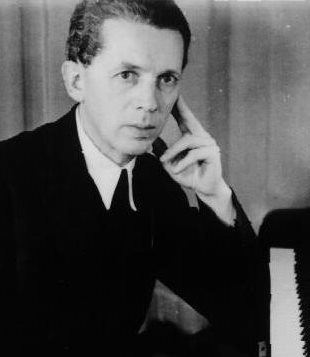
Le compositeur au cours de la période où il a travaillé sur les métamorphoses-symphonies, 1951-55.

## Métamorphoses symphoniques
Martin Scherber a créé de la musique instrumentale, des œuvres chorales, des chansons et morceaux de piano. Les métamorphoses symphoniques (en allemand : ‘Metamorphosensymphonien’) sont ses œuvres principales, publiées au début des années 1970. Il a écrit sa première symphonie en re mineur en 1938. Ses expériences en tant que soldat pendant la Seconde Guerre mondiale l'ont durablement affecté. Ainsi, la 2e Symphonie en fa mineur (1951-52) et la 3e Symphonie en si mineur (1952-55) montrent une plus grande profondeur. 

## Critiques
- « ... [Sans] créativité musicale ... »  (Bruno Walter, lettre du 25 avril 1957 à la troisième)
- « ... la musique est trop en dehors de notre temps. […] Elle est une anachronisme absolue. » (Peter Huber, lettre du 5 mai 2005)
- « Scherber [...] est un orchestrateur de génie, qui se fait avancer ses métamorphoses sans jamais cesser de captiver l’hauditeur, avec une véritable énergie de volcan en éruption. »  (Abeille Musique 2001)
- « Le compositeur a la forme du genre radicalement renouvelé. […] La symphonie … est moderne, mais pas moderne, elle est intemporelle […] » (George Balan, 2004, à la troisième).

## Accident
Le compositeur souhaitait que ses symphonies ne paraissent qu'après sa mort. Quelques semaines après que ses amis eurent l’idée de les publier à l’occasion de l’Année Dürer en 1971, il fut renversé au cours d’une promenade par un automobiliste ivre. Martin Scherber mourut à Nuremberg en 1974, des suites de cet accident.

## Œuvres
Œuvres pour le clavier
- Kultische Musik zu den Jahresfesten 1946–1951 (clavier et cordes)
- Tänze für zwei Klaviere zu je vier Händen
- ABC - Stücke für Klavier (ABC - pièces pour piano), 1938-1963 ; première: ouvert
- Märchenmusiken (1930 verschollen, 1946)

Arrangements pour le clavier
- Max Reger: Symphonischer Prolog für Großes Orchester von 1908 (1926)
- Anton Bruckner: Symphonies nº 3 à 9, (1948-50)
- Martin Scherber: Symphonies nº 1 à 3, (1951-55)

Œuvres symphoniques
- 1. Symphonie en ré mineur de 1938 ; première : 11 mars 1952 à Lunebourg ; Lüneburger Symphoniker ; Chef d'orchestre : Fred Thürmer
- 2. Symphonie en fa mineur 1951-1952 ; première : 24 janvier 1957 à Lunebourg, Niedersächsisches Symphonieorchester Hannover ; Chef d'orchestre : Fred Thürmer
- 3. Symphonie en si mineur 1952-1955, dite Die Russische (De la Russie) ; première : ouvert

Œuvres pour la voix
- Goethe-Lieder (1930)
- Stör’ nicht den Schlaf (Ne dérange pas le sommeil), 1936 (Christian Morgenstern)
- Kinderlieder (Chansons pour enfants ) 1930/1937 (Clemens Brentano; Martin Scherber)
- Hymne an die Nacht (Hymne à la nuit), 1937 (Novalis)
- Chœurs a capella et chœurs avec piano ou orchestre.